# Little Texas

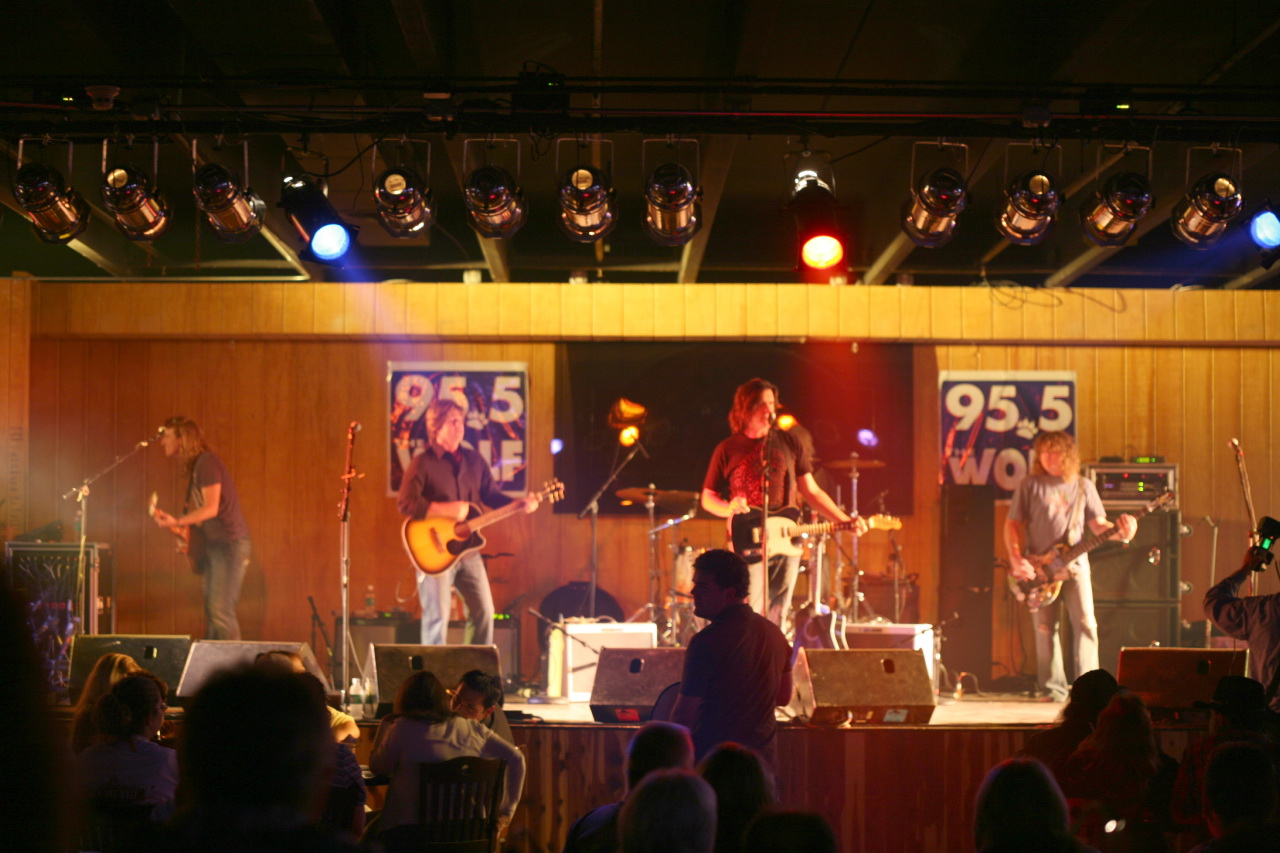
Little Texas

Little Texas ist eine US-amerikanische Country-Rock-Gruppe, die aus Porter Howell (Lead-Stimme und -Gitarre), Duane Propes (Gesang und Gitarre), Dwayne O’Brien (Gesang und E-Bass) und Del Gray (Schlagzeug) besteht. In den 1990er Jahren gelang der Band einige große Country-Hits. Sie verkaufte bis heute gut vier Millionen CDs und wurde für drei Grammys nominiert.

## Geschichte
Little Texas wurde 1984 als Quartett gegründet. Zuerst taten sich die aus Oklahoma stammenden Tim Rushlow und Dwayne O’Brien zusammen. Ein Jahr später folgten die Texaner Porter Howell und Duane Propes. Die Band, noch ohne endgültigen Namen, gab die ersten Konzerte und ging auf eine längere Tournee. Bei einem Auftritt in Massachusetts traf man Brady Seals und Del Gray, die sich spontan anschlossen. 1988 unterzeichnete die Gruppe einen Plattenvertrag bei Warner Brothers und gab sich den Namen Little Texas (nach der Little Texas Road, an der ihr früherer Proberaum lag). Kurze Zeit später wurde die erste Single veröffentlicht – Some Guys Have All The Love, die sich respektabel verkaufte und bis in die Country-Top-10 vorrückte. Nach dem überraschenden Erfolg wurde schnell das Album First Time For Everything produziert, aus dem vier erfolgreiche Singles ausgekoppelt wurden. Alle Songs wurden von den Bandmitgliedern selbst komponiert.
1993 erschien ihr zweites Album: Big Time, das sich anderthalb Millionen Mal verkaufte. Die Single-Auskopplung My Love schaffte es bis auf Platz 1. Die Linedance Nummer „God Blessed Texas“ aus diesem Album wurde zum Signature Song der Gruppe und ist bis heute einer der meistgespielten Linedance Songs. An all diesen Songs hat Brady Seals maßgeblich mitgeschrieben. Das nächste Album, Kick A Little wurde 1995 ebenfalls mit Platin ausgezeichnet. Auch hier wurden einige erfolgreiche Singles ausgekoppelt. Im gleichen Jahr verließ Brady Seals das Sextett und wurde durch Jeff Huskins ersetzt. 1996 wurde das Album Greatest Hits mit Gold ausgezeichnet. Zwei Jahre später wurde die CD Little Texas eingespielt, die aber nicht an den Erfolg ihrer Vorgänger anknüpfen konnte. Anschließend löste sich die Band auf.
Brady Seals hat als Solist vier Alben veröffentlicht: The Truth (1997), Brady Seals (1998), Thompson Street (2001) und Play Time (2009). Er konnte ein halbes dutzend kleinere Country-Hits landen. Another You, Another Me war der Einzige, der die Top 40 erreichte. 2005 gründete er die Band Hot Apple Pie. Auch Tim Rushlow versuchte sich solo. Sein Solodebüt Tim Rushlow war 2001 nur bedingt erfolgreich. Mit She Misses Him hatte er immerhin einen Top-10-Erfolg in den Country-Charts.
2007 gab es nach zehn Jahren ein Comeback von Little Texas, allerdings ohne Seals und Rushlow.

## Diskografie

### Alben
| Jahr | Titel                     | Höchstplatzierung, Gesamtwochen, AuszeichnungChartplatzierungen (Jahr, Titel, Platzierungen, Wochen, Auszeichnungen, Anmerkungen) | Höchstplatzierung, Gesamtwochen, AuszeichnungChartplatzierungen (Jahr, Titel, Platzierungen, Wochen, Auszeichnungen, Anmerkungen) | Anmerkungen |
| Jahr | Titel                     | US | Country | Anmerkungen |
| ---- | ------------------------- | --- | --- | ----------- |
| 1992 | First Time for Everything | US99 Gold · (12 Wo.)US | Country19 (75 Wo.)Country | Warner      |
| 1993 | Big Time                  | US55 ×2Doppelplatin · (71 Wo.)US                                                                                                  | Country6 (111 Wo.)Country | Warner      |
| 1994 | Kick a Little             | US51 Platin · (21 Wo.)US | Country10 (45 Wo.)Country | Warner      |
| 1997 | Little Texas              | — | Country47 (5 Wo.)Country | Warner      |

Weitere Veröffentlichungen
- 2007: Missing Years (Montage)
- 2015: Young for a Long Time (Cleopatra)

Livealben
- 2007: Live and Loud (Montage)

### Kompilationen
| Jahr | Titel         | Höchstplatzierung, Gesamtwochen, AuszeichnungChartplatzierungen (Jahr, Titel, Platzierungen, Wochen, Auszeichnungen, Anmerkungen) | Höchstplatzierung, Gesamtwochen, AuszeichnungChartplatzierungen (Jahr, Titel, Platzierungen, Wochen, Auszeichnungen, Anmerkungen) | Anmerkungen                                       |
| Jahr | Titel         | US | Country | Anmerkungen                                       |
| ---- | ------------- | --- | --- | ------------------------------------------------- |
| 1995 | Greatest Hits | US82 Gold · (16 Wo.)US | Country17 (67 Wo.)Country | Warner in Deutschland als Little Texas erschienen |

Weitere Veröffentlichungen
- 2000: Super Hits, Volume 3 (Warner)
- 2004: Country Classics (Flashback/Warner)
- 2007: Rhino Hi-Five: Little Texas (Rhino)

### Singles
| Jahr | Titel Album                                                  | Höchstplatzierung, Gesamtwochen, AuszeichnungChartplatzierungen (Jahr, Titel, Album, Platzierungen, Wochen, Auszeichnungen, Anmerkungen) | Höchstplatzierung, Gesamtwochen, AuszeichnungChartplatzierungen (Jahr, Titel, Album, Platzierungen, Wochen, Auszeichnungen, Anmerkungen) | Anmerkungen |
| Jahr | Titel Album                                                  | US | Country | Anmerkungen |
| --- | ------------------------------------------------------------ | --- | --- | ----------- |
| 1991 | Some Guys Have All the Love First Time for Everything        | — | Country8 (20 Wo.)Country |             |
| 1992 | First Time for Everything                                    | — | Country13 (20 Wo.)Country |             |
| 1992 | You and Forever and Me First Time for Everything             | — | Country5 (20 Wo.)Country |             |
| 1992 | What Were You Thinkin’ First Time for Everything             | — | Country17 (20 Wo.)Country |             |
| 1993 | I’d Rather Miss You First Time for Everything                | — | Country16 (20 Wo.)Country |             |
| 1993 | What Might Have Been Big Time                                | US74 (20 Wo.)US | Country2 (20 Wo.)Country |             |
| 1993 | God Blessed Texas Big Time                                   | US55 (12 Wo.)US | Country4 (24 Wo.)Country |             |
| 1994 | My Love Big Time                                             | US83 (10 Wo.)US | Country1 (20 Wo.)Country |             |
| 1994 | Stop on a Dime Big Time                                      | — | Country14 (20 Wo.)Country |             |
| 1994 | Kick a Little                                                | — | Country5 (20 Wo.)Country |             |
| 1994 | Amy’s Back in Austin Kick a Little                           | — | Country4 (20 Wo.)Country |             |
| 1995 | Southern Grace Kick a Little                                 | — | Country27 (16 Wo.)Country |             |
| 1995 | Life Goes On Greatest Hits                                   | — | Country5 (20 Wo.)Country |             |
| 1995 | Country Crazy Greatest Hits                                  | — | Country44 (13 Wo.)Country |             |
| 1997 | Bad for Us Little Texas                                      | — | Country45 (10 Wo.)Country |             |
| 1997 | Your Mama Won’t Let Me Little Texas                          | — | Country64 (6 Wo.)Country |             |
| 1997 | The Call Little Texas                                        | — | Country71 (2 Wo.)Country |             |
| 2007 | Missing Years                                                | — | Country45 (14 Wo.)Country |             |
| Folgende Lieder erschienen nicht als Single, wurden aber durch das Album zum Download und Streaming bereitgestellt und konnten somit eine Platzierung erlangen: |                                                              | | |             |
| |                                                              | | |             |
| 1993 | Peaceful Easy Feeling Common Thread: The Songs of the Eagles | — | Country73 (4 Wo.)Country |             |
| 1996 | Kiss the Girl The Best of Country Sing the Best of Disney    | — | Country52 (20 Wo.)Country |             |

Weitere Veröffentlichungen
- 2006: Your Woman
- 2007: Party Life

### Gastbeiträge
| Jahr | Titel Album                                  | Höchstplatzierung, Gesamtwochen, AuszeichnungChartplatzierungen (Jahr, Titel, Album, Platzierungen, Wochen, Auszeichnungen, Anmerkungen) | Höchstplatzierung, Gesamtwochen, AuszeichnungChartplatzierungen (Jahr, Titel, Album, Platzierungen, Wochen, Auszeichnungen, Anmerkungen) | Anmerkungen                      |
| Jahr | Titel Album                                  | US | Country | Anmerkungen                      |
| ---- | -------------------------------------------- | --- | --- | -------------------------------- |
| 1995 | Party All Night Crank It Up: The Music Album | — | Country53 (17 Wo.)Country | mit Jeff Foxworthy & Scott Rouse |
| 1996 | Hope                                         | — | Country57 (4 Wo.)Country | Various Artists                  |